# Etu-Laaro
Etu-Laaro är en sjö i kommunen Sankt Michel i landskapet Södra Savolax i Finland. Arean är 17 hektar och strandlinjen är 2,8 kilometer lång.  Den  ingår i Vuoksens huvudavrinningsområde.  Sjön ligger omkring 28 kilometer sydöst om S:t Michel och omkring 200 kilometer nordöst om Helsingfors. 
I sjön finns ön Kapasaari. 